# Городенківська міська рада
Городе́нківська міська́ ра́да — адміністративно-територіальна одиниця та орган місцевого самоврядування в Городенківському районі Івано-Франківської області. Адміністративний центр — місто Городенка.

## Загальні відомості
- Територія ради: 55,92 км²
- Населення ради: 9369 осіб (станом на 2015 рік)[1]
- Територією ради протікає річка Ямгорів.

## Населені пункти
Міській раді підпорядковані населені пункти:
- м. Городенка

## Склад ради
Рада складається з 30 депутатів та голови.
- Голова ради: Яворський Степан Любомирович
- Секретар ради:

### Керівний склад попередніх скликань
| Прізвище, ім'я, по батькові  | Основні відомості                                                       | Дата обрання | Дата звільнення |
| ---------------------------- | ----------------------------------------------------------------------- | ------------ | --------------- |
| Яворський Степан Любомирович | Міський голова, 1948 року народження, член Комуністичної партії України | 26.03.2006   | 31.10.2010      |
| Осадчук Роман Романович      | Міський голова, 1954 року народження, освіта вища, безпартійний         | 31.10.2010   | 28.03.2014      |
| Яворський Степан Любомирович | Міський голова, 1948 року народження, освіта вища, безпартійний         | 26.10.2014   |                 |

Примітка: таблиця складена за даними сайту Верховної Ради України

### Депутати
За результатами місцевих виборів 2010 року депутатами ради стали:

#### За суб'єктами висування
| Суб'єкт висування                                       | Кількість обраних депутатів | %    |
| ------------------------------------------------------- | --------------------------- | ---- |
| Політична партія «Наша Україна»                         | 9                           | 30   |
| Політична партія Всеукраїнське об'єднання «Свобода»     | 8                           | 26,7 |
| Політична партія Всеукраїнське об'єднання «Батьківщина» | 4                           | 13,3 |
| Політична партія «Фронт Змін»                           | 4                           | 13,3 |
| Українська Народна Партія                               | 3                           | 10   |
| Партія регіонів                                         | 1                           | 3,3  |
| Політична партія «Сильна Україна»                       | 1                           | 3,3  |

#### За округами
| № округу                                                | Прізвище, ім'я, по батькові        | Дата визнання обраним | Освіта             | Партійна приналежність                        | Відомості про обраного депутата                                                     |
| ------------------------------------------------------- | ---------------------------------- | --------------------- | ------------------ | --------------------------------------------- | ----------------------------------------------------------------------------------- |
| Партія регіонів                                         |                                    |                       |                    |                                               |                                                                                     |
| б/м                                                     | Книгиницький Олександр Федорович   | 03.11.2010            | вища               | член Партії регіонів                          | ПП «Елітне житло КОФ», директор                                                     |
| Політична партія Всеукраїнське об'єднання «Батьківщина» |                                    |                       |                    |                                               |                                                                                     |
| б/м                                                     | Яшан Роман Романович               | 03.11.2010            | вища               | член Всеукраїнського об'єднання «Батьківщина» | приватний підприємець                                                               |
| б/м                                                     | Вонсуль Людмила Ігорівна           | 03.11.2010            | вища               | член Всеукраїнського об'єднання «Батьківщина» | управління освіти Городенківської РДА, керівник гуртків                             |
| 6                                                       | Угрин Василь Дмитрович             | 03.11.2010            | вища               | член Всеукраїнського об'єднання «Батьківщина» | приватний підприємець                                                               |
| 8                                                       | Рєпін Олег Михайлович              | 03.11.2010            | вища               | позапартійний                                 | касир, аТ «Українська Фінансова група»                                              |
| Політична партія Всеукраїнське об'єднання «Свобода»     |                                    |                       |                    |                                               |                                                                                     |
| б/м                                                     | Дем'яненко Андрій Олексійович      | 03.11.2010            | середня            | член Всеукраїнського об'єднання «Свобода»     | приватний підприємець                                                               |
| б/м                                                     | Гуцуляк Василь Степанович          | 03.11.2010            | вища               | член Всеукраїнського об'єднання «Свобода»     | приватний підприємець                                                               |
| б/м                                                     | Гафткович Андрій Іванович          | 03.11.2010            | вища               | член Всеукраїнського об'єднання «Свобода»     | приватний підприємець                                                               |
| б/м                                                     | Богатирьова Ірина Дмитрівна        | 03.11.2010            | середня            | член Всеукраїнського об'єднання «Свобода»     | Чернівецький торгово-економічний університет, студент                               |
| б/м                                                     | Войтів Андрій Зіновійович          | 03.11.2010            | вища               | член Всеукраїнського об'єднання «Свобода»     | приватна стоматологічна клініка, стоматолог                                         |
| 1                                                       | Підвербецький Остап Мирославович   | 03.11.2010            | вища               | член Всеукраїнського об'єднання «Свобода»     | Городенківська ЦРЛ, хірург                                                          |
| 11                                                      | Токарик Василь Васильович          | 03.11.2010            | середня            | член Всеукраїнського об'єднання «Свобода»     | Прикарпатський національний університет ім. В. Стефаника, студент                   |
| 15                                                      | Ткачук Василь Мирославович         | 03.11.2010            | середня            | член Всеукраїнського об'єднання «Свобода»     | приватний підприємець                                                               |
| Політична партія «Наша Україна»                         |                                    |                       |                    |                                               |                                                                                     |
| б/м                                                     | Парфенюк Ярослав Володимирович     | 03.11.2010            | вища               | позапартійний                                 | тимчасово не працює                                                                 |
| б/м                                                     | Терлецький Ігор Ярославович        | 03.11.2010            | вища               | позапартійний                                 | районна газета «Край», заступник редактора                                          |
| б/м                                                     | Бундзяк Петро Васильович           | 03.11.2010            | середня спеціальна | позапартійний                                 | Городенківська гімназія ім. А. Крушельницького, вчитель                             |
| б/м                                                     | Дячук Марта Тарасівна              | 03.11.2010            | вища               | член Політичної партії «Наша Україна»         | пенсіонер                                                                           |
| 2                                                       | Думанський Михайло Васильович      | 03.11.2010            | вища               | позапартійний                                 | городенківська ДЮСШ, директор                                                       |
| 4                                                       | Альберт Василь Володимирович       | 03.11.2010            | середня спеціальна | позапартійний                                 | приватний підприємець                                                               |
| 5                                                       | Костюк Ігор Володимирович          | 03.11.2010            | вища               | позапартійний                                 | приватний підприємець                                                               |
| 12                                                      | Безмутько Ярослав Романович        | 03.11.2010            | середня спеціальна | позапартійний                                 | тОВ «Господар», директор                                                            |
| 14                                                      | Б'ялас Марія Володимирівна         | 03.11.2010            | вища               | позапартійна                                  | секретар, городенківська міська рада                                                |
| Політична партія «Сильна Україна»                       |                                    |                       |                    |                                               |                                                                                     |
| 10                                                      | Новосельський Володимир Богданович | 03.11.2010            | вища               | член Політичної партії «Сильна Україна»       | ПП Новосельський, фінансовий директор                                               |
| Політична партія «Фронт Змін»                           |                                    |                       |                    |                                               |                                                                                     |
| б/м                                                     | Дичук Богдан Юрійович              | 03.11.2010            | вища               | член Політичної партії «Фронт Змін»           | загальноосвітня школа № 1 м. Городенка, заступник директора                         |
| б/м                                                     | Павлович Василь Богданович         | 03.11.2010            | вища               | член Політичної партії «Фронт Змін»           | приватний підприємець                                                               |
| б/м                                                     | Ходак Володимир Федорович          | 03.11.2010            | вища               | член Політичної партії «Фронт Змін»           | Городенківська центральна районна лікарня, завідувач отоларингологічного відділення |
| 7                                                       | Михайлюк Лілія Ярославівна         | 03.11.2010            | вища               | член Політичної партії «Фронт Змін»           | приватний підприємець                                                               |
| Українська Народна Партія                               |                                    |                       |                    |                                               |                                                                                     |
| 3                                                       | Головацький Любомир Іванович       | 03.11.2010            | вища               | позапартійний                                 | завідувач зубопротезної лабораторії, городенківська ЦРЛ                             |
| 9                                                       | Дирбавка Василь Іванович           | 03.11.2010            | вища               | член Української Народної Партії              | інженер з нагляду за будівництвом, вАТ «Городенківський сирзавод»                   |
| 13                                                      | Бицкало Василь Васильович          | 03.11.2010            | вища               | позапартійний                                 | тимчасово не працює                                                                 |